# Zsindelyes tölgy
A zsindelyes tölgy (Quercus imbricaria) a bükkfavirágúak (Fagales) közé tartozó tölgy nemzetség egyik faja.

## Előfordulása
Az USA délkeleti, középső vidékein New York állam nyugati részeitől kezdve, északon Illinois, keleten Kansas, délen Arkansas és Alabama határolják elterjedési területét. Leggyakrabban magasabb területeken találhatjuk meg, amelyeknek jó a vízelvezető képessége, ritkán fordul elő alacsonyabban fekvő részeken, patakok mentén.

## Leírása
Terebélyes, 20 méter magas, lombhullató fafaj, melynek törzse az egy méteres átmérőt is elérheti, ritkán az 1,4 métert is. Leginkább levelei alapján különböztethető meg a többi tölgyfa fajtól, mivel hosszúkás, lándzsa alakú levelei nem hullámos szegélyűek, hanem inkább a babérlevélre hasonlítanak egyenletes félköríves szegésükkel. Leveleinek hossza elérheti a 8–20 cm-t is, míg szélességük 1,5-7,5 cm közt változik. A levelek felső része fényes, sötétzöld, míg fonákja halványabb színezetű. 9–18 mm hosszú makkja félköríves kupacsban ül. Termése mintegy 18 hónappal a beporzást követően érik be. Fontos eledelét képezi számos mókus- és madárfajnak.

## Fordítás
- Ez a szócikk részben vagy egészben  a   Quercus imbricaria című angol Wikipédia-szócikk ezen változatának fordításán alapul.  Az eredeti cikk szerkesztőit annak laptörténete sorolja fel. Ez a jelzés csupán a megfogalmazás eredetét és a szerzői jogokat jelzi, nem szolgál a cikkben szereplő információk forrásmegjelöléseként.